# Kronan, Luleå
Kronan är en stadsdel i Luleå på ett område som tidigare utgjordes av ett kasernetablissement till Luleå luftvärnsregemente inom Luleå garnison.
År 1992 flyttade regementet till Bodens garnison och samtidigt började en exploatering av området diskuteras. I de befintliga lokalerna etablerades bland annat Kulturbyn Kronan och Bränneriet Kronan.
Under 2004 antogs en fördjupad översiktsplan för att bygga bostäder inom området. Även bostäder på Lulsundsberget övervägdes. Målet är att stadsdelen ska ha 5 000 invånare. Kronan har två förskolor och en F-6-skola sedan hösten 2017. Skolan har även en egen idrottshall vid namn Kronanhallen sedan hösten 2018.  
Kronan har ett eget vård- och omsorgsboende i Kronandalen, som öppnades våren 2021.  
Stadsdelen har delområdena Lulsundsberget, Kulturbyn Kronan, Kronanbacken, Kronandalen, Kronanhöjden och Östra Kronan. 

## Gatuadresser
En stor del av adresserna i Kronan är uppkallade efter militärer. Exempelvis:
- Armévägen
- Dragongatan
- Exercisvägen
- Honnörsgatan
- Husargatan
- Kaserngatan
- Kompanivägen
- Kornettgatan
- Regementsvägen
- Volontärgatan
- Värnpliktsgatan

## Kommunikationer
Luleå Lokaltrafiks busslinje 6 går till östra Kronan via Kronandalen och busslinje 7 går till Lulsundsberget.  